# Indo-Québécois
Les Indo-Québécois sont des citoyens québécois issus de la diaspora indienne.
La culture indo-québécoise est très proche des origines ethniques et religieuses des différents groupes indiens présents dans la province. Les Indo-Québécois ont aussi essayé de se démarquer par rapport au continent indien en mettant en valeur l'américanité de leurs mœurs culturelles.

## Personnalités indo-québécoises
- Neil Bissoondath, écrivain d'expression anglaise
- Ramachandra Borcar, compositeur